# Левитан, Авель Ильич
А́вель (Адо́льф) Ильи́ч Левита́н (Авель-Лейб Левитан; 25 июля [6 августа] 1859 или 9 [21] января 1861 — 1933) — русский и советский художник; старший брат Исаака Левитана (по архивным данным о рождении детей — младший двоюродный брат Исаака Левитана).

## Биография
Родился в посаде Кибарты близ Вержболово Августовской губернии.
Осенью 1871 года поступил в Московское училище живописи, ваяния и зодчества (МУЖВЗ). Два года спустя туда же поступил его брат Исаак Левитан.
Авель Левитан учился у В. Г. Перова, И. М. Прянишникова, А. К. Саврасова. За ученические работы в 1876 и 1878 годах награждался малыми серебряными медалями. В 1878 году окончил курс со званием учителя рисования в гимназиях. В 1883 году обращался к П. М. Третьякову за помощью: «Для усовершенствования себя в живописи, я решил во что бы то ни стало уехать за границу: здесь я потерял всякую надежду выбиться из нужды и усовершенствоваться в своей отрасли. Зная Вас, многоуважаемый Павел Михайлович, за истинного мецената русской живописи и покровителя русских художников, я прибегаю к Вам с нижайшей просьбою сколько-нибудь помочь мне в отъезде за границу. Это единственно оставшийся у меня выход из моего положения…»
Вплоть до 1885 года он ежегодно подавал в Совет преподавателей МУЖВЗ прошения для продления учёбы и работы на большую серебряную медаль, однако безуспешно. В 1886 году двадцатисемилетний Авель получил звание неклассного художника.
Левитан много работал в техниках рисунка и акварели; писал портреты, пейзажи, жанровые картины. Как иллюстратор сотрудничал в журналах «Москва», «Будильник», «Радуга», «Эпоха», «Осколки» (1882—1886). Экспонировал свои произведения на выставках МУЖВЗ и Московского общества любителей художеств. С 1886 по 1911 год участвовал в деятельности художественного кружка «Среды» (Шмаровинские среды).
Вместе с братом, Антоном и Николаем Чеховыми часто бывал у В. А. Гиляровского, у которого на память от художников осталось немало их работ, свыше пятнадцати портретов В. А. Гиляровского имеется сейчас в собрании его семьи. Они выполнены маслом, акварелью; есть среди них и карандашные рисунки и наброски. В 1895 году он не был принят в Товарищество передвижных художественных выставок — А. Е. Архипов сообщал В. Д. Поленову: «Не приняты: Посполитаки, А. Левитан, Врубель, Яровой, Шанкс и Горохов». Тем не менее он состоял в творческом объединении Московского товарищества художников, устраивавшего с 1893 года «Выставки картин московских художников», а в 1897 году на Передвижной выставке экспонировалась его картина «Идиллия».
При написании Валентином Серовым портрета умершего Исаака Левитана ему позировал Авель Левитан; Серов признавался: «Да, не умею писать без натуры. Шапка и пальто левитановские, а остальное — нет! … голова не вышла, писал с Адольфа и фотографии, не получилось, без натуры не умею».
Известно, что в 1924 году А. Левитан руководил в Ялте студией, в которой учился Александр Андреади.
Скончался в Крыму в 1933 году.
Произведения Авеля Левитана находятся в ряде музейных и частных собраний, в том числе в Государственной Третьяковской галерее и Шуйском краеведческом музее. В каталоге работ А. И. Левитана московской выставки 1911 года, которая состоялась в доме графини Васильевой-Шиловской (на ул. Малая Дмитровка, 25), значатся: «Влюбленный Фавн», «Пан и Эрот», «Полифем и Галатея», «Тритон и Галена», «Дафнис»; в другом разделе — «На камне», «Под деревом», «Закат», «С козленком», «У скалы» — всего около 80 произведений.
| Абрам Левитан                          |                                        |                                        |                                        |                                        |                                        |  |  |                                    |                                    |                                    |                                    |                                    |                                    |  |  |                                 |                                 |                                 |                                 |                                 |                                 |  |  |                                 |                                 |                                 |                                 |                                 |                                 |
|                                        |                                        |                                        |                                        |                                        |                                        |  |  |                                    |                                    |                                    |                                    |                                    |                                    |  |  |                                 |                                 |                                 |                                 |                                 |                                 |  |  |                                 |                                 |                                 |                                 |                                 |                                 |
| Лейб Абрамович Левитан (ок. 1791—1841) |                                        |                                        |                                        |                                        |                                        |  |  |                                    |                                    |                                    |                                    |                                    |                                    |  |  |                                 |                                 |                                 |                                 |                                 |                                 |  |  |                                 |                                 |                                 |                                 |                                 |                                 |
|                                        |                                        |                                        |                                        |                                        |                                        |  |  |                                    |                                    |                                    |                                    |                                    |                                    |  |  |                                 |                                 |                                 |                                 |                                 |                                 |  |  |                                 |                                 |                                 |                                 |                                 |                                 |
| Илья Абрамович Левитан (1828—1877)     | Илья Абрамович Левитан (1828—1877)     | Илья Абрамович Левитан (1828—1877)     | Илья Абрамович Левитан (1828—1877)     | Илья Абрамович Левитан (1828—1877)     | Илья Абрамович Левитан (1828—1877)     |  |  | Бася Гиршевна Левитан (1830—1875)  | Бася Гиршевна Левитан (1830—1875)  | Бася Гиршевна Левитан (1830—1875)  | Бася Гиршевна Левитан (1830—1875)  | Бася Гиршевна Левитан (1830—1875)  | Бася Гиршевна Левитан (1830—1875)  |  |  |                                 |                                 |                                 |                                 |                                 |                                 |  |  |                                 |                                 |                                 |                                 |                                 |                                 |
| Илья Абрамович Левитан (1828—1877)     | Илья Абрамович Левитан (1828—1877)     | Илья Абрамович Левитан (1828—1877)     | Илья Абрамович Левитан (1828—1877)     | Илья Абрамович Левитан (1828—1877)     | Илья Абрамович Левитан (1828—1877)     |  |  | Бася Гиршевна Левитан (1830—1875)  | Бася Гиршевна Левитан (1830—1875)  | Бася Гиршевна Левитан (1830—1875)  | Бася Гиршевна Левитан (1830—1875)  | Бася Гиршевна Левитан (1830—1875)  | Бася Гиршевна Левитан (1830—1875)  |  |  |                                 |                                 |                                 |                                 |                                 |                                 |  |  |                                 |                                 |                                 |                                 |                                 |                                 |
|                                        |                                        |                                        |                                        |                                        |                                        |  |  |                                    |                                    |                                    |                                    |                                    |                                    |  |  |                                 |                                 |                                 |                                 |                                 |                                 |  |  |                                 |                                 |                                 |                                 |                                 |                                 |
|                                        |                                        |                                        |                                        |                                        |                                        |  |  |                                    |                                    |                                    |                                    |                                    |                                    |  |  |                                 |                                 |                                 |                                 |                                 |                                 |  |  |                                 |                                 |                                 |                                 |                                 |                                 |
| Тереза Ильинична Берчанская (1856 — ?) | Тереза Ильинична Берчанская (1856 — ?) | Тереза Ильинична Берчанская (1856 — ?) | Тереза Ильинична Берчанская (1856 — ?) | Тереза Ильинична Берчанская (1856 — ?) | Тереза Ильинична Берчанская (1856 — ?) |  |  | Эмма Ильинична Левитан (1859—1926) | Эмма Ильинична Левитан (1859—1926) | Эмма Ильинична Левитан (1859—1926) | Эмма Ильинична Левитан (1859—1926) | Эмма Ильинична Левитан (1859—1926) | Эмма Ильинична Левитан (1859—1926) |  |  | Авель Ильич Левитан (1859—1933) | Авель Ильич Левитан (1859—1933) | Авель Ильич Левитан (1859—1933) | Авель Ильич Левитан (1859—1933) | Авель Ильич Левитан (1859—1933) | Авель Ильич Левитан (1859—1933) |  |  | Исаак Ильич Левитан (1860—1900) | Исаак Ильич Левитан (1860—1900) | Исаак Ильич Левитан (1860—1900) | Исаак Ильич Левитан (1860—1900) | Исаак Ильич Левитан (1860—1900) | Исаак Ильич Левитан (1860—1900) |